# Maurizio Milan
Maurizio Milan (* 21. Juli 1952 in Mirano) ist ein italienischer Ingenieur.
Er arbeitete mit den Architekten  Meinhard von Gerkan, Marg und Partner, Arata Isozaki, Rem Koolhaas, Herzog & De Meuron, Michele De Lucchi, Matteo Thun, Bolles+Wilson, Mario Cucinella. Er ist Berater von Renzo Piano, und ist an der Realisierung von Projekten des italienischen Architekten beteiligt.

## Leben
Nach seinem Abschluss an der Universität Padua im Jahr 1977, stieg Milan mit Projekten über vorgefertigte Stahl- und Betongebäude in das Berufsleben ein. Er war Mitgründer des Unternehmens Favero & Milan ingegneria S.p.A., aus dem er im Jahr 2013 ausgetreten ist, und hat die Gesellschaft Milan Ingegneria S.r.l. gegründet, bei der er zurzeit tätig ist.
Er ist an der Realisierung verschiedener Bauprojekte in Italien und im Ausland beteiligt und arbeitet mit Architekten in über 100 Bauprojekten zusammen. Er besaß einen Lehrstuhl im Rahmen des postgradualen Studiengangs für konstruktiven Ingenieurbau an der Polytechnischen Universität Mailand und ist seit 2007 Dozent für konstruktives Entwerfen an der Architekturhochschule IUAV Venedig. Seit 2013 arbeitet er als Tutor im Rahmen des Städtebauprojektes „Progetto Giovani G124“ vom Senator Renzo Piano.

## Arbeitsphilosophie
Das Leitmotiv seiner Berufstätigkeit lässt sich mit einem Satz zusammenfassen: „Einfache Lösungen für komplexe Probleme“. Durch Erproben und Forschung sucht er konstruktive Lösungen, die mit dem jeweiligen Architekturprojekt im Einklang sind und den anspruchsvollsten Forderungen nach Sicherheit und Funktionalität gerecht werden. Trotz seiner Vorliebe für den konstruktiven Ingenieurbau, hat er seit jeher die tiefe Beziehung zwischen architektonischem Entwurf, konstruktiver Lösung, funktioneller Verteilung des Raumes und wirtschaftlicher Tragbarkeit erkannt und all diese Aspekte in seinem Werk zusammengeführt.

## Werke (Auswahl)
- PROMETEO Musical Space, Venedig (Italien)
- Überdeckung des Stadions San Nicola in Bari (Italien)
- Terminal des Flughafens Marco Polo in Venedig (Italien)
- Messekomplex der Stadt Rimini (Italien)
- Wallfahrtskirche des heiligen Pater Pio in San Giovanni Rotondo, Foggia (Italien)
- Terminal des Flughafens von Falconara, Ancona (Italien)
- Palahockey Olympische Winterspiele 2006, Turin (Italien)
- Heimbasis des Yachtsyndikats Luna Rossa, Valencia (Spanien)
- Vinothek La Rocca, Gavorrano, Grosseto (Italien)
- Europäische Bibliothek für Information und Kultur, Mailand (Italien)
- Zugangsbrücke zum Triennale Design Museum, Mailand (Italien)
- Friedensbrücke in Tiflis (Georgien)
- Ausstellungsraum der Stiftung Emilio e Anna Bianca Vedova in den ehemaligen Salzlagerstätte von Venedig (Italien)
- Konferenzgebäude von Rimini (Italien)
- Justizpalast in Batumi (Georgien)
- Konzertsaal Auditorium del Parco, L’Aquila (Italien)
- Restaurierung der Basilica Palladiana, Vicenza (Italien)
- Prototyp eines Windgenerators (Italien)
- Restaurierung der Bagrati-Kathedrale, Kutaissi (Georgien)
- Diogene – Prototyp einer autonomen minimalen Wohneinheit (Deutschland)
- Ökoviertel Le Albere – Neugestaltung des ehemaligen Michelin-Industriegebiets, Trient (Italien)